# Wijkia concavifolia
Wijkia concavifolia là một loài Rêu trong họ Sematophyllaceae. Loài này được (Cardot) H.A. Crum miêu tả khoa học đầu tiên năm 1971.